# I Found Someone
«I Found Someone» — сингл-хіт, спочатку написаний для Лори Бреніген 1985 року композитором Майклом Болтоном та клавішником гурту «Touch» Марком Манголдом. У 1987 році пісня стала великим хітом для Шер, потрапивши у «Топ-10».

## Передумови. Версія Лори Бреніген
Хоча співачка Лора Бреніген найбільш відома завдяки пісням «Gloria» і «Self Control», раніше вона мала великий успіх, представляючи баладу «How Am I Sense to Live Without You», яку написав композитор та співак Майкл Болтон, пізніше він записав і випустив свою власну версію її. «How Am I Sense to Live Without You» стала першим великим успіхом Болтона після запису кількох альбомів із гуртом «Blackjack» та двох сольних робіт, вона започаткувала його паралельну, основній діяльності, кар'єру композитора пісень для інших артистів. Синтезаторним аранжуванням версії пісні «I Found Someone» для Бреніген займався німецький музикант Гарольд Фальтермаєр, він же і співпродюсував її з давнім продюсером співачки, Джеком Вайтом.
Напередодні нового 1985 року Бреніген виконала цю пісню наживо на «Нічному з Джонні Карсоном у головній ролі». Менш ніж за два місяці, 1986-го «I Found Someone» вийшла як третій сингл у США до альбому співачки «Hold Me» 1985 року. Без музичного відео, яке б просувало її, версія Бреніген мала лише незначний успіх, досягнувши 90-ї сходинки в «Billboard Hot 100». Кращі результати вона мала на американському сучасному радіо для дорослих, де вона досягла 25-ї сходинки в чарті Billboard «Adult Contemporary». Сторона «B» синглу містила пісню «When» 1980 року, написану і складену самою Бреніген, аранжувальником і диригентом виступив Аріф Мардін, він же її співпродюсував з Ахметом Ертегюном. Спочатку Бреніген записана сингл для свого альбому «Silver Dreams», який пізніше було скасовано. Половина обкладинки синглу містила темний знімок Бреніген на темно-фіолетовому тлі, одягненої в чорне, з діамантовими сережками у вухах, яка, схиливши голову, дивиться у бік. Зображення створив модний на той час фотограф Гаррі Ленгдон.
Хоча «Hold Me» добре себе проявив у чартах по всій Європі, він став першим альбомом Бреніген, який не отримав як мінімум золотої сертифікації у США, а сингл «I Found Someone» став останнім у співпраці співачки з Джеком Вайтом, яка тривала протягом випуску чотирьох альбомів. Наступний альбом Бреніген, «Touch» (1987), був спродюсований Девідом Кершенбаумом і тріо Сток-Ейткен-Вотерман, до нього увійшло більше композицій Болтона, зокрема «I'm So Lost Without Your Love» (з фільму за її участю «За лаштунками» 1988 року) і «It's Been Enough Getting Over You» (кавер до пісні Шер і сингл до її альбому «Over My Heart» 1993 року). Запис Бреніген «I Found Someone» двічі піддавався ремастерингу для збірок її хітів: «The Essentials: Laura Branigan» 2002-го і «The Platinum Collection» 2006 року.

### Трек-лист
| 7" сингл | 7" сингл          | 7" сингл   |
| #        | Назва             | Тривалість |
| -------- | ----------------- | ---------- |
| 1.       | «I Found Someone» | 4:00       |
| 2.       | «When»            | 2:43       |

| 12" сингл | 12" сингл                        | 12" сингл  |
| #         | Назва                            | Тривалість |
| --------- | -------------------------------- | ---------- |
| 1.        | «I Found Someone»                | 4:00       |
| 2.        | «When»                           | 2:43       |
| 3.        | «When the Heat Hits the Streets» | 3:44       |

### Чарти
| Чарт (1986)                          | Позиція |
| ------------------------------------ | ------- |
| США (Billboard Hot 100)              | 90      |
| США (Adult Contemporary) (Billboard) | 25      |
| US Cash Box Top 100 Singles          | 81      |

## Версія Шер
Найуспішнішою стала версія «I Found Someone» у виконанні співачки та акторки Шер, що вийшла як перший сингл у США та Європі її вісімнадцятого альбому «Cher», який випустив 19 листопада 1987 року «Geffen Records». Окрім цього сингл вийшов на відеокасеті (VHS) із концертною версією кліпу. Ця версія була спродюсована Майклом Болтоном. На обкладинці синглу, зробленій фешн-фотографом Метью Ролстоном, зображено дещо переекспонований великий план обличчя Шер, що дивиться в об'єктив, при цьому закидуючи рукою назад гриву свого кучерявого волосся на яскраво-синьому тлі.
Пісня дебютувала у британському чарті синглів в листопаді 1987 року 91-ю сходинкою й досягла 5-ої у січні 1988-го та провела тринадцять тижнів там.
У рамках широко розрекламованого свого «музичного повернення» 1987 року, на піку своєї кінокар'єри, у високобюджетному музичному відео до цієї пісні, співачка-акторка Шер знялася разом зі її тодішнім бойфрендом Робом Каміллетті. Обговорення пари стало великою темою в таблоїдах на той час, оскільки Каміллетті був на сімнадцять років молодший за Шер й відео стало дебютом для нього як актора-початківця. Відео мало велику ротацію на «MTV», а сама пісня посіла 10 сходинку в «Billboard Hot 100», таким чином вона стала першим хітом співачки що потрапив до «Топ-10» американських чартів за дев'ять років. В альтернативному концертному відео Шер була одягнена у сукню, яку вона також одягала на концерті «The Black Rose Show» 1980 році. Версія пісні у виконанні Шер була написана у тональності фа мажор.
«I Found Someone» започаткувала співпрацю Шер з Майклом Болтоном (яка тривала протягом запису її трьох альбомів), й іншими авторами та музикантами, зокрема, Даян Воррен (що розпочала свою кар'єру, працюючи з Лорою Бреніген), Джоном Бон Джові та її майбутнім бойфрендом Річі Самборою, а також їхнім спільним партнером із написання пісень Дезмондом Чайлдом. Пісня потрапила до кількох збірок-хітів Шер, окрім цього її живе виконання представлено на DVD «Cher: Farewell Tour Live in Miami» і на компакт-диску цього туру. «AllMusic» у своїх рецензіях відокремлювала «I Found Someone» серед інших пісень однойменного альбому, як найкращу.

### Трек-лист
- Американський і європейський 7" сингл

1. «I Found Someone» — 3:42
2. «Dangerous Times» — 3:00

- Європейський 12" сингл

1. «I Found Someone» (подовжена версія) — 4:04
2. «Dangerous Times» — 3:00
3. «I Found Someone» — 3:42

### Учасники запису
- Філліп Ешлі — клавішні
- Майкл Болтон — продюсер, бек-вокал
- Джефф Бова — клавішні
- Шер — вокал
- Майкл Крістофер — інженер
- Патті д'Арсі
- Марк Голденберг — гітара
- Даг Кацарос — клавішні
- Вілл Лі — бас-гітара
- Стів Лукатер — гітара
- Джон Маккаррі — гітара
- Кріс Паркер — ударні
- Девід Тонер — мікшування

### Чарти
| Чарт (1987–88)                     | Позиція |
| ---------------------------------- | ------- |
| Австралія (Kent Music Report)      | 8       |
| Канада (The Record)                | 12      |
| Канада Top Singles (RPM)           | 14      |
| Канада Adult Contemporary (RPM)    | 24      |
| Європа (European Hot 100 Singles)  | 22      |
| Ісландія (RÚV)                     | 3       |
| Ірландія (IRMA)                    | 4       |
| Нідерланди (Mega Single Top 100)   | 94      |
| Іспанія Top 40 Radio (Promusicae)  | 34      |
| Велика Британія (UK Singles Chart) | 5       |
| США (Billboard Hot 100)            | 10      |
| США Adult Contemporary (Billboard) | 33      |
| США Cash Box Top 100               | 14      |

| Чарт (1988)           | Позиція |
| --------------------- | ------- |
| Австралія (ARIA)      | 33      |
| Велика Британія (OCC) | 99      |
| США Billboard Hot 100 | 94      |

### Живе виконання
Шер виконувала пісню в наступних концертних турах:
- Heart of Stone Tour (1989—1990)
- Love Hurts Tour (1992)
- Do You Believe? (1999—2000)
- The Farewell Tour (2002—2005)
- Cher at the Colosseum (2008—2011) (видалено під час другого етапу)
- Dressed to Kill Tour (2014)
- Classic Cher (2017—2020)
- Here We Go Again Tour (2018—2020)

Також пісня була виконана на:
- Saturday Night Live, 21 листопада 1987 року.
- Late Night with David Letterman, тієї самої ночі, коли вона виступала з Сонні Боно.

## Інші кавер-версії
- Майкл Болтон записав власну версію «I Found Someone», яку він вперше випустив у своєму альбомі «Greatest Hits» (1985—1995).
- Марк Менголд записав дві версії пісні; перша являла собою демо-запис, який пізніше з'явився як бонус-трек на компакт-диску його гурту «Touch», а друга увійшла до його  сольного альбому «Lift» (2001).
- 1999 року вийшла версія «I Found Someone» у жанрі Hi-NRG канадської вокалістки Барбари Даст, на лейблі «Logic Records», спродюсована Вінсом Деджорджіо.